# 潮騒のメロディー
「潮騒のメロディー」（しおさいのメロディー）は、カナダのピアニスト、フランク・ミルズによる自作のピアノ曲「愛のオルゴール」に、斉藤仁子が日本語詞を加えた楽曲である。
1979年5月にさこみちよのシングルが、同年9月高田みづえのシングルが発売された。
「潮騒のメロディー」のタイトルは、大沢悠里によって付けられた。

## 高田みづえのシングル
「潮騒のメロディー」は、1979年8月25日に発売された高田みづえの10枚目のシングル。

### 解説
- 当初は「子守唄を聞かせて」がA面だったが、のちに「潮騒のメロディー」と差し替えられた（レコード・ジャケット写真は変更されず）。
- シングルA面では、高田自身初めてとなるメジャー調の楽曲である。
- オリコンチャートでは最高25位だったが、100位以内には通算35週間もランクインするロング・ヒットとなった。この登場回数35回は、高田にとっての最高記録である。
- TBSテレビ『ザ・ベストテン』では1978年3月の「花しぐれ」以来、「今週のスポットライト」のコーナーへ2年ぶりに出演（1980年2月21日）、高知市の桂浜より生中継で歌唱披露した。

### 収録曲
1. 潮騒のメロディー
作詞：斉藤仁子／作曲：Frank Mills／編曲：田辺信一
2. 子守唄を聞かせて
作詞・作曲：谷山浩子／編曲：馬飼野俊一